# 毛利包詮
毛利 包詮（もうり かねあき、明和9年2月14日（1772年3月17日） - 文化元年7月25日（1804年8月30日））は、長州藩一門家老である吉敷毛利家の10代当主。
父は吉敷毛利家第7代当主・毛利就将。養父は毛利房直（※包詮より年少である）。養子に毛利房裕（※包詮より年長である）。通称は辰次郎、式部、久米之允。

## 生涯
明和9年（1772年）、吉敷第7代領主・毛利就将の次男として生まれる。翌安永2年（1773年）に就将は隠居し、既に養子となっていた就兼がまだ幼い辰次郎（包詮）に代わって家督を継いだ。
寛政3年（1791年）に義兄の就兼が、享和3年（1803年）にも3月16日に就兼の婿養子・房直、5月29日に熙載（毛利斉房・斉熙の実弟）が相次いで早世したため、遺跡を相続し吉敷領主となるが、包詮もまた翌文化元年（1804年）7月25日に早世した。享年33。
なお、「包詮」の名は家祖・小早川秀包の偏諱を取って名乗ったもので、本来ならば慣例に倣って本家筋の長州藩主（当時は毛利斉房）から偏諱を受けて改名すべきところ、家督相続後わずか1年ほどで死去したため、｢房｣の字の授与はされていない。
包詮亡き後、家督は繁沢就貞（後の阿川毛利就貞）の次男の房裕が相続した。